# Абель, Луис
Луис Гренвиль Абель (англ. Louis Grenville Abell; 21 июля 1884, 21 июля 1884, Элизабет, Нью-Джерси — 25 октября 1962, Элизабет, Нью-Джерси) — американский гребец, чемпион летних Олимпийских игр 1900 и 1904.
На Играх 1900 Абель участвовал только в соревнованиях восьмёрок, в своей команде он был рулевым. Его команда стала первой в полуфинале и финале, выиграв золотые медали.
Через четыре года Абель снова принял участие в Играх в Сент-Луисе в соревнованиях восьмёрок, и опять он был в своей команде рулевым. Выиграв единственный заплыв у канадской сборной, он стал двукратным чемпионом.